# Teza (rivière)
La Teza (en russe : Теза) est une rivière de l'oblast d'Ivanovo, en Russie. La Teza est un affluent gauche de la Kliazma, qui est elle-même un affluent de la Volga par l'Oka.

## Géographie
Elle a une longueur de 192 km et son bassin versant s'étend sur 3 450 km2.
Les inondations annuelles se produisent en avril et jusqu'à la mi-mai. La Teza est gelée depuis début novembre à début décembre jusqu'au mois d'avril. Elle est navigable sur les derniers 87 km avant sa confluence.
La Teza arrose la ville de Chouïa.